# Jadis (band)
Jadis is een Britse neo-progressieve-rockband. Ze spelen door gitaar begeleide rockmuziek, en gebruiken synthesizers om diepte en sfeer in hun melodie te stoppen.

## Historie
Jadis is ontstaan in de jaren tachtig. Hun eerste cd is More Than Meets the Eye, is uitgebracht in 1992. De bandleider is Gary Chandler (zang, elektrische gitaar). De hele groep wordt wel genoemd als songwriters. Na wisselingen in de bezetting worden de eerste twee cd´s opgenomen met Martin Orford (Keyboards), John Jowitt (basgitaar) en Steve Christey (drums). Jowitt speelt ook in de band IQ. Martin Orford speelde tot 2007 in IQ. In 2006 is John Jowitt gestart in de band Frost, die snel daarna weer is opgeheven.
Eind jaren negentig verlieten Orford and Jowitt de band voor een tijdje en werden zij tijdelijk vervangen door Mike Torr (keyboards) and Steve Hunt (basgitaar). Orford en Jowitt kwamen terug voor de cd uit 2000 Understand. Kort na het album Photoplay in 2006 verliet Orford de band opnieuw in verband met muzikale verschillen. Hij werd vervangen door Giulio Risi, die niet als volledig lid, maar als sessiemuzikant wordt ingehuurd. Ook John Jowitt verliet de band, hij werd vervangen door Andy Marlow. Live wordt de band bijgestaan door Steve Thorne op gitaar en zang. Op 23 juli 2022 trad Jadis op op het XV Night of the Progfestival bij het Loreley Amphitheater.

## Discografie
- More Than Meets the Eye (album) (1992)
- Across the Water (1994)
- Once or twice (ep)(1996)
- Somersault (1997)
- As Daylight Fades (1998) (live)
- Understand (2000)
- Medium Rare (2001) (compilatie van twee eerdere ep's, Once Upon a Time en Once or Twice, met enkele extra tracks)
- Alive Outside (2001) (live)
- Fanatic (2003)
- Photoplay (2006)
- See Right Through You (2012)
- No Fear Of Looking Down (2016)
- More Questions Than Answers (2024)